# Aegle diatemna
Aegle diatemna är en fjärilsart som beskrevs av Charles Boursin 1962. Aegle diatemna ingår i släktet Aegle och familjen nattflyn. Inga underarter finns listade i Catalogue of Life.